# José María Calatrava
Pour les articles homonymes, voir Calatrava.
 (juillet 2014).
Si vous disposez d'ouvrages ou d'articles de référence ou si vous connaissez des sites web de qualité traitant du thème abordé ici, merci de compléter l'article en donnant les références utiles à sa vérifiabilité et en les liant à la section « Notes et références ».
José María Calatrava y Martínez, né à Mérida en 1781 et mort à Madrid en 1846, est un homme d'État et juriste espagnol, président du conseil des ministres espagnol entre 1836 et 1837.

## Biographie
Il est étudiant en Droit à Séville lorsqu'éclate la guerre d'indépendance contre la France. Il participe activement à la lutte contre l'occupation militaire, il est élu député en représentant de Badajoz à la junte suprême d'Estrémadure et joue un rôle important aux Cortes de Cadix. À la restauration de l'absolutisme il est capturé et emprisonné à Melilla puis amnistié après l'arrivée au pouvoir des libéraux, nommé magistrat du tribunal suprême et, de 1822 à 1823, ministre de la grâce et de la justice. Après la chute des libéraux il s'exile au Portugal, en Angleterre et en France, avec son frère Ramón María de Calatrava.
À la mort de Ferdinand VII et durant la Régence de Marie Christine en 1837 il revient en Espagne et, après les événements insurrectionnels survenus au Palais royal de la Granja de San Ildefonso, il est nommé président du conseil des ministres espagnols, en remplacement de Francisco Javier de Istúriz. Il confie le portefeuille du budget à Mendizábal afin d'achever la réforme des finances publiques. En 1837 il démissionne en faveur d'Eusebio Bardají Azara.